# Audi A3
Audi A3 este un automobil de familie fabricat de către producătorul german Audi din 1996.
Primele două generații ale Audi A3 s-au bazat pe platforma Volkswagen Group A, în timp ce a treia și a patra generație folosesc platforma Volkswagen Group MQB.

## Prima generație de A3 (8L): 1996–2003
Audi A3 original (sau Typ 8L) a fost comercializată pe piața din Europa din 1996, prin acest model Audi întorcându-se la segmentul de automobile mici, pe care îl părăsise odată cu încetarea comercializării modelului Audi 50. Acesta a fost primul model al Volkswagen AG care să utilizeze platforma PQ34 sau "A4", ducând la o asemănare foarte mare a acestui model cu modelul Golf contemporan, Golf varianta IV. Inițial modelul era disponibil numai în varianta hatchback  cu 3 uși, pentru a avea o imagine mai sportivă față de Golf, în ambele versiuni de tracțiune față- și tracțiune integrală. Toate motoarele aveau o configurație de patru cilindrii în linie, fiind montate transversal. După A4, Audi A3 a fost cel de-al doilea model care să aibă cinci valve pe cilindru.
În 1999, Audi a lărgit gama acestui model cu variante cu mai multă putere; un Turbo 1.8 cu 180 PS (132 kW)) și un Diesel TDI de 1.9 I4 cu pumpe-düse technology și  turbo cu geometrie variabliă. Varianta cu tracțiune integrală A3 1.8T Quattro utiliza fie  150 hp (110 kW), fie 180 PS (132 kW) precum și același sistem de tracțiune integrală Haldex ca și Audi S3 și modelul original de Audi TT. 1999 a fost anul în care Audi a fost forțat să prezinte la cererea pieței modelul cu cinci uși, pe care compania nu a intenționat niciodată să îl producă.
La sfârșitul anului 2000, gama A3 a fost revizuită prin montarea unor noi faruri și stopuri, precum și alte schimbări de aspect minore, un interior îmbunătățit și introducerea unei cutii de viteze manuale cu 6 viteze, pentru modelele 1.8 Turbo Format:Auto PS, precum și noul 1.9 TDI 130 PS (96 kW). Sistemul ESP (Electronic Stability Program) al controlului tracțiunii și distribuirii forței de frânare a devenit echipament standard.
Chiar dacă modelul Audi A3 a fost înlocuit în Europa în 2003, primul model continuă să fie comercializat în țările în curs de dezvoltare. După ce producția primului model din Brazilia a fost oprită, prețul de comercializare a fost crescut de la 30 000 de dolari americani la 50 000 de dolari americani. 

### Motoare
- 1.6 L (1595 cc) benzină, 75 kW (102 PS)
- 1.8 L (1781 cc) benzină, 92 kW (125 PS)
- 1.8 L (1781 cc) cu turbină de supraalimentare, benzină, 110 kW (150 PS)
- 1.8 L (1781 cc) cu turbocompresor, benzină, 132 kW (180 PS)
- 1.8 L (1781 cc) cu turbocompresor, benzină, 154–165 kW (210–225 PS) (S3)
- 1.9 L (1896 cc) VGT turbodiesel, 66 kW (90 PS)
- 1.9 L (1896 cc) VGT turbodiesel, 74 kW (101 PS)
- 1.9 L (1896 cc) VGT turbodiesel, 81 kW (110 PS)
- 1.9 L (1896 cc) VGT turbodiesel, 96 kW (130 PS)

## Cea de-a doua generație de A3 (8P): 2003–2012
La Geneva Motor Show din 2003, Audi a lansat cea de-a doua generație a lui A3, Typ 8P, proiectată de către Walter de'Silva. Lansată la început doar în varianta hatchback cu 3 uși, modelul avea o nouă platformă mecanică (platforma PQ35), un interior reproiectat și mai spațios, noi motorizări pe benzină cu Fuel Stratified Injection și o cutie de viteze standard de șase viteze (cu excepția modelului de 1.6).
La mijlocui lui 2003, gama a fost împrospătată cu două noi modele sport, un Turbo FSI de 2.0 l cu 200 PS (147 kW) și un 3.2 VR6 engine (pentru prima dată) cu  250 PS (184 kW). Sistemul Quattro și cutie de transmisie S-Tronic semi-automată a fost introdus ca opțiune (quattro este standard pentru V6) pentru toate modelele cu peste Format:Auto PS.
O nouă caroserie cu cinci uși, numită și Sportback, a fost prezentată în iunie 2004. Spre deosebire de varianta anterioară, noua A3 Sportback este cu 8 cm mai lungă decât varianta cu 3 uși, și are un interior îmbunătățit pentru ocupanții locurilor din spate precum și un portbagaj mărit (370  de litri). Are de asemenea și o nouă grilă frontală, prezentată inițial la A8 W12.
În 2005, versiunea S-Line, cu noi elemente decorative sportive a devenit disponibilă pentru anumite modele, și varianta cu 3-uși a primit aceeași grilă a radiatorului ca și Sportback. Pentru prima dată, A3-ul a început să fie comercializat pe piața din America de Nord, numai în varianta de caroserie Sportback, cu o versiune de bază de 2.0 l TFSI introdusă în 2005 și un 3.2 V6 quattro în 2006. În primăvara lui 2005, Audi a început un joc de realitate alternativă pentru a face reclamă lui A3, cunoscut sub numele de The Art of the Heist.
În aprilie 2006, gama a fost lărgită prin introducerea unor motoare mai puternice pentru 2.0 TDI cu 170 PS (125 kW).  În august 2006, Audi a anunțat apariția noii versiuni S3, care a devenit noul vârf de gamă. Motorul de 2.0 TFSI a fost îmbunătățit ajungându-se la 265 PS (195 kW), datorită unei presiuni turbo sporite de 1.2 bar, fiind disponibil în versiunea de bază cu șase viteze și Quattro. Cea de-a doua generație S3 poate accelera de la 0 la 100 km/h în 5,7 secunde. Amortizoarele au fost setate pentru a fi mai rigide, iar înălțimea mașinii a fost micșorată cu 25 mm. Cauciucurile 225/40 R18 sunt standard.
În ianuarie 2007, motorul 2.0 FSI aspirat normal a fost înlocuit cu un motor turbo de 1.8 TFSI, cu 160 PS (118 kW). Este disponibil numai în varianta cu tracțiune față.
În toamna lui 2007, Audi a prezentat un nou motor 1.4L TFSI pentru A3 și un nou model "e". Modelele "e", echivalentele lui Audi pentru Blue Motion de la Volkswagen, sunt disponibile cu pentru un motor de 1.9L TDI, și sunt pentru un autovehicul mai ecologic, cu o emisie a CO2 de sub 120 g/km.

### Motoare
- 1.4 L (1395 cc) FSI turbocharger, 92 kW (125 PS)
- 1.6 L (1595 cc), 75 kW (102 PS)
- 1.6 L (1598 cc) FSI, 85 kW (115 PS)
- 2.0 L (1984 cc) FSI, 110 kW (150 PS)
- 1.8 L (1798 cc) FSI turbocompresor, 118 kW (160 PS)
- 2.0 L (1984 cc) FSI turbocompresor, 147 kW (200 PS)
- 3.2 L (3189 cc) VR6, 184 kW (250 PS)
- 2.0 L (1984 cc) FSI turbocompresor, 195 kW (265 PS) (S3)
- 1.9 L (1896 cc) VGT turbodiesel, 77 kW (105 PS)
- 2.0 L (1968 cc) VGT turbodiesel, 103 kW (140 PS)
- 2.0 L (1968 cc) VGT turbodiesel, 125 kW (170 PS)

## Cea de-a treia generație de A3 (8V): 2012–2020
Audi a lansat cea de-a treia generație a lui A3 la Geneva Motor Show din 2012 și a fost pus în vânzare în Europa în septembrie 2012.
Primul vehicul care folosește platforma modulară flexibilă Volkswagen Group MQB, a treia generație este disponibilă ca un hatchback cu trei uși, un „Sportback” cu cinci uși, un sedan cu patru uși pentru a rivaliza direct cu Mercedes-Benz Clasa CLA și un model Cabriolet cu două uși.

### Motoare
| Model                          | Anii             | Capacitate motor         | Codul motorului | Putere                                     | Cuplu                                   | 0-100 km/h | Viteza maximă      | Cutie de viteze                 | Cutie de viteze |
| Model                          | Anii             | Capacitate motor         | Codul motorului | Putere                                     | Cuplu                                   | 0-100 km/h | Viteza maximă      | Standard                        | Opțional        |
| ------------------------------ | ---------------- | ------------------------ | --------------- | ------------------------------------------ | --------------------------------------- | ---------- | ------------------ | ------------------------------- | --------------- |
| A3 1.4 TFSI g-tron             | 2014–2019        | 1395 cc I4               | CPWA            | 110 PS (81 kW; 110 CP) at 4,800-6,000 rpm  | 200 N·m (148 lbf·ft) at 1,500-3,500 rpm | 10.8 s     | 197 km/h (122 mph) | 6-spd manual                    | 7-spd S tronic  |
| A3 1.0 TFSI / 30 TFSI          | 2016–2020        | 999 cc I3                | CHZD, DKRF      | 116 PS (85 kW; 114 CP) at 5,000-5,500 rpm  | 200 N·m (148 lbf·ft) at 2,000-3,500 rpm | 9.9 s      | 206 km/h (128 mph) | 6-spd manual                    | 7-spd S tronic  |
| A3 1.2 TFSI                    | 2013–2018        | 1197 cc I4               | CJZA, CYVB      | 105 PS (77 kW; 104 CP) at 5,000 rpm        | 175 N·m (129 lbf·ft) at 1,400–3,500 rpm | 10.3 s     | 193 km/h (120 mph) | 6-spd manual                    | 7-spd S tronic  |
| A3 1.4 TFSI                    | 2013–2018        | 1395 cc I4               | CXSB, CZC, CZCA | 125 PS (92 kW; 123 CP) at 5,000–6,000 rpm  | 200 N·m (148 lbf·ft) at 1,400–4,000 rpm | 9.3 s      | 203 km/h (126 mph) | 6-spd manual                    | 7-spd S tronic  |
| A3 1.4 TFSI                    | 2013–2018        | 1395 cc I4               | CZEA            | 150 PS (110 kW; 148 CP) at 5,000–6,000 rpm | 250 N·m (184 lbf·ft) at 1,500–3,500 rpm | 8.3 s      | 212 km/h (132 mph) | 6-spd manual                    | 7-spd S tronic  |
| A3 1.4 TFSI e-tron (40 e-tron) | 2013–2018 (2020) | 1395 cc I4 & 75 kW motor | CUKB            | 204 PS (150 kW; 201 CP) at 5,000–6,000 rpm | 350 N·m (258 lbf·ft) at 1,600–3,500 rpm | 7.6 s      | 222 km/h (138 mph) | 6-spd S tronic                  | N/A             |
| A3 1.5 TFSI / 35 TFSI          | 2017–2020        | 1498 cc I4               | DADA            | 150 PS (110 kW; 148 CP) at 5,000–6,000 rpm | 250 N·m (184 lbf·ft) at 1,500–3,500 rpm | 8.2 s      | 218 km/h (135 mph) | 6-spd manual                    | 7-spd S tronic  |
| A3 1.8 TFSI                    | 2013–2016        | 1798 cc I4               | CJSA            | 180 PS (132 kW; 178 CP) at 5,100–6,200 rpm | 250 N·m (184 lbf·ft) at 1,250–5,000 rpm | 7.2 s      | 232 km/h (144 mph) | - 6-spd manual - 6-spd S tronic | 7-spd S tronic  |
| A3 2.0 TFSI / 40 TFSI          | 2015–2020        | 1984 cc I4               | CHHB            | 220 PS (162 kW; 217 CP) at 4,500–6,200 rpm | 350 N·m (258 lbf·ft) at 1,600–4,400 rpm | 5.8 s      | 232 km/h (144 mph) | 6-spd S tronic                  | N/A             |
| S3 2.0 TFSI                    | 2013–2016        | 1984 cc I4               | CJXC            | 300 PS (221 kW; 296 CP) at 5,500–6,200 rpm | 380 N·m (280 lbf·ft) at 1,800–5,500 rpm | 4.6 s      | 249 km/h (155 mph) | 6-spd manual                    | 6-spd S tronic  |
| S3 2.0 TFSI                    | 2016–2018        | 1984 cc I4               | CJXG / DJHA     | 310 PS (228 kW; 306 CP) at 5,500–6,200 rpm | 380 N·m (280 lbf·ft) at 1,800–5,500 rpm | 4.6 s      | 249 km/h (155 mph) | 6-spd manual                    | 7-spd S tronic  |
| S3 2.0 TFSI                    | 2019–2020        | 1984 cc I4               | DNUE            | 300 PS (221 kW; 296 CP) at 5,300–6,500 rpm | 400 N·m (295 lbf·ft) at 2,000–5,200 rpm | 4.7 s      | 250 km/h (160 mph) | 7-spd S tronic                  | N/A             |
| RS 3 2.5 TFSI                  | 2015–2016        | 2480 cc I5               | CZGB            | 367 PS (270 kW; 362 CP) at 5,550–6,800 rpm | 465 N·m (343 lbf·ft) at 1,625–5,550 rpm | 4.3 s      | 280 km/h (174 mph) | 7-spd S tronic                  | N/A             |
| RS 3 2.5 TFSI                  | 2017–2018        | 2480 cc I5               | DAZA            | 400 PS (294 kW; 395 CP) at 5,850–7,000 rpm | 480 N·m (354 lbf·ft) at 1,700–5,850 rpm | 4.1 s      | 280 km/h (174 mph) | 7-spd S tronic                  | N/A             |
| RS 3 2.5 TFSI                  | 2019–2020        | 2480 cc I5               | DNWA            | 400 PS (294 kW; 395 CP) at 5,850–7,000 rpm | 480 N·m (354 lbf·ft) at 1,950–5,850 rpm | 3.8 s      | 280 km/h (174 mph) | 7-spd S tronic                  | N/A             |

| Model               | Anii      | Capacitate motor | Codul motorului                    | Putere                                                                              | Cuplu                                   | 0-100 km/h | Viteza maximă      | Cutie de viteze | Cutie de viteze |
| Model               | Anii      | Capacitate motor | Codul motorului                    | Putere                                                                              | Cuplu                                   | 0-100 km/h | Viteza maximă      | Standard        | Opțional        |
| ------------------- | --------- | ---------------- | ---------------------------------- | ----------------------------------------------------------------------------------- | --------------------------------------- | ---------- | ------------------ | --------------- | --------------- |
| A3 1.6 TDI          | 2013–2017 | 1598 cc I4       | CLHA 105, CXXB 110                 | 105 PS (77 kW; 104 CP) at 3,000–4,000 rpm 110 PS (81 kW; 108 CP) at 3,000–4,000 rpm | 230 N·m (170 lbf·ft) at 1,500–2,750 rpm | 10.5 s     | 202 km/h (126 mph) | 6-spd manual    | 6-spd S tronic  |
| A3 1.6 TDI / 30 TDI | 2017–2020 | 1598 cc I4       | DDYA                               | 115 PS (85 kW; 113 CP) at 3,000-4,000 rpm                                           | 250 N·m (184 lbf·ft) at 1,500–2,750 rpm | 9.8 s      | 202 km/h (126 mph) | 6-spd manual    | 7-spd S tronic  |
| A3 2.0 TDI / 35 TDI | 2013–2020 | 1968 cc I4       | CRBC, CRLB, CRUA, DBGA, DCYA, DEJA | 150 PS (110 kW; 148 CP) at 3,500–4,000 rpm                                          | 320 N·m (236 lbf·ft) at 1,750–3,000 rpm | 8.6 s      | 213 km/h (132 mph) | 6-spd manual    | 6-spd S tronic  |
| A3 2.0 TDI / 40 TDI | 2013–2020 | 1968 cc I4       | CUNA, DGCA                         | 184 PS (135 kW; 181 CP) at 3,500–4,000 rpm                                          | 380 N·m (280 lbf·ft) at 1,750–3,250 rpm | 7.3 s      | 230 km/h (143 mph) | 6-spd manual    | 6-spd S tronic  |

## Cea de-a patra generație de A3 (8Y): 2020–prezent
Noul A3 a fost dezvăluit online în 2020.
Noul stil interior și exterior este puternic inspirat de Lamborghini, cu opțiunea farurilor Matrix și LED Laser. Împarte platforma MQB Evo cu alte modele Audi și cu Volkswagen Golf Mk8, Škoda Octavia Mk4 și SEAT León Mk4.

### Facelift
Audi a prezentat o versiune revizuită a lui A3 pe 12 martie 2024. De acum înainte, hatchback-ul va fi disponibil și ca variantă allstreet, având o caroserie înălțată și ornamente off-road.

### Motorsport
Münnich Motorsport a folosit un S3 în FIA World Rallycross Championship și FIA European Rallycross Championship. 
Marca Audi de motorsport, Audi Sport, a produs un RS3 LMS începând cu 2017. Mașina este construită conform reglementărilor TCR International Series.

## Premii și distincții
- (2008) Insurance Institute for Highway Safety (IIHS) Top Safety Pick in midsize cars
- (2007) Audi 2.0T FSI named Engine of the Year
- (2006) International Car of the Year Entry-Level Car of the Year – “Most Spirited”
- (2006) Auto Interior of the Year in popular-priced category
- (2006) Named overall best New England Winter Vehicle by the New England Motor Press Association
- (2006) Best Luxury Small Car Pick by BusinessWeek Magazine
- (2006) South African Car of the Year
- (2005) Insurance Institute for Highway Safety (IIHS) Double Best Pick for frontal-offset and side-impact tests
- (2000) Brazilian Car of the Year
- (1998) Federal German Prize for Product Design
- (1997, 1999, 2000) Auto Motor und Sport readers' poll Best Car award
- (1997) Autozeitung "Auto Trophy" award
- (1996) Bild am Sonntag "Golden Steering Wheel" award